# ميخائيل غرانفيل
ميخائيل غرانفيل (بالإنجليزية: Michael Granville)‏ هو منافس ألعاب قوى أمريكي، ولد في 14 فبراير 1978 في بيل غاردينس في الولايات المتحدة.

## وصلات خارجية
- ميخائيل غرانفيل على موقع الاتحاد الدولي لألعاب القوى (الإنجليزية)